# Muriceides alba
Muriceides alba är en korallart som först beskrevs av Nutting 1908.  Muriceides alba ingår i släktet Muriceides och familjen Plexauridae. Inga underarter finns listade i Catalogue of Life.